# Centrale nucléaire de Großwelzheim
La centrale nucléaire de Großwelzheim, est une centrale nucléaire à l'arrêt située dans les environs de Großwelzheim, un village de la commune de Karlstein am Main. 

## Histoire du réacteur
Le réacteur, d'une puissance de 25 MWe, a été mis sur le réseau en 1969 mais il a été arrêté très vite en 1971.
Ce réacteur a servi dans les années 1980 pour des tests sur les ondes de choc et les effets d'explosion sur les centrales nucléaires.
C'est aussi sur cette centrale que se trouvait le réacteur de recherche "Kahl", qui était le premier réacteur allemand.